# RAD750
IBM RAD6000 RAD5500 (en)
Le RAD750 est un ordinateur monocarte radiorésistant fondé sur le PowerPC 750 d'IBM produit depuis 2001 par BAE Systems pour les applications militaires et spatiales.

## Description
D'architecture 32 bits, le processeur du RAD750 contient 10,4 millions de transistors CMOS, près de dix fois plus que son prédécesseur, le RAD6000. Le composant est réalisé avec une photolithographie de 250 nm et a une surface de 130 mm2. Son cœur est cadencé de 133 à 200 MHz et peut traiter jusqu'à 300 millions d'instructions par seconde, voire davantage avec un cache de second niveau étendu. Ce composant est par ailleurs entièrement compatible avec le standard PowerPC 750.
Le processeur lui-même peut supporter une dose de radiations de 2 000 grays et des températures allant de −55 °C à 125 °C ; l'ensemble du système RAD750 (processeur et carte mère) peut encaisser 1 000 grays et fonctionner entre −55 °C et 70 °C avec une consommation n'excédant pas 5 W de puissance électrique.
Les systèmes RAD750 étaient vendus à environ 200 000 USD l'unité en 2002 (de l'ordre de 300 000 USD en 2021), en raison des procédés de fabrication conférant la résistance aux radiations, du haut niveau de qualité requis, et des faibles volumes produits.
La sonde Mars Reconnaissance Orbiter, lancée en juillet 2005, est équipée d'une carte RAD750 133 MHz. Le rover Curiosity de la mission Mars Science Laboratory, lancée en novembre 2011, est équipé d'un RAD750 200 MHz avec le système d'exploitation VxWorks, 256 Kio de EEPROM, 256 Mio de DRAM et 2 Gio de mémoire flash. La sonde InSight est contrôlée par deux ordinateurs redondants, qui s'appuient sur le processeur RAD750. L'astromobile de la mission Mars 2020 utilise un RAD750 200 MHz et la mission TSSM devrait également embarquer ce type de processeur.